# Округ Лоренс (Алабама)
Округ Лоренс (енгл. Lawrence County) је округ у америчкој савезној држави Алабама. По попису из 2010. године број становника је 34.339. Седиште округа је град Молтон.

## Демографија
Према попису становништва из 2010. у округу је живело 34.339 становника, што је 464 (1,3%) становника мање него 2000. године.
| Група             | 2000.          | 2010.          |
| Белци             | 26.899 (77,3%) | 26.420 (76,9%) |
| Афроамериканци    | 4.648 (13,4%)  | 3.938 (11,5%)  |
| Азијати           | 35 (0,1%)      | 42 (0,1%)      |
| Хиспаноамериканци | 367 (1,1%)     | 574 (1,7%)     |
| Укупно            | 34.803         | 34.339         |